# Гаришкер
Гаришке́р (каз. Гарышкер) — село у складі Жетисайського району Туркестанської області Казахстану. Входить до складу Атамекенського сільського округу.
До 2011 року село називалось Гагаріно.
Населення — 122 особи (2021; 88 у 2009, 58 у 1999, 41 у 1989).